# Antonio Di Ponziano
Antonio Di Ponziano, född 5 oktober 1962 i Hägersten i Stockholm, är en svensk skådespelare. Han är far till Dao Molander Di Ponziano.

## Filmografi (i urval)
- 1983 – Blödaren
- 1995 – Vendetta
- 1997 – Skilda Världar
- 1997 – Emma åklagare
- 1999 – Sjätte dagen
- 1999 – Mitt i livet
- 2005 – Länge leve Lennart
- 2011 – Bilar 2 (röst)
- 2021 – Snöänglar (TV-serie)
- 2022 – Året jag slutade prestera och började onanera

### Roller (ej komplett)
| År   | Roll                     | Produktion                                                                                 | Regi             | Teater                   |
| ---- | ------------------------ | ------------------------------------------------------------------------------------------ | ---------------- | ------------------------ |
| 1987 | Egyptisk askkoppstömmare | Furstespegel Per Olov Enquist och Anders Ehnmark                                           | Sven Wollter     | Stockholms stadsteater   |
| 1991 |                          | Zorba! Fred Ebb, John Kander och Joseph Stein                                              | Georg Malvius    | Riksteatern              |
| 1996 | Valentin                 | Spindelkvinnans kyss (Kiss of the Spider Woman) John Kander, Fred Ebb och Terrence McNally | Ronny Danielsson | Helsingborgs stadsteater |